# Кудрявцев, Геннадий Петрович
Геннадий Петрович Кудрявцев — советский хозяйственный и политический деятель.

## Биография
Родился в 1924 году в деревне Марковская. Член КПСС.
Окончил Хабаровский государственный институт инженеров железнодорожного транспорта.
Участник Великой Отечественной войны: автоматчик 350-го гвардейского стрелкового полка 114-й гвардейской воздушно-десантной дивизии на 2-м и 3-м Украинских фронтах.
В 1948—1950 гг. — бригадир 16-й дистанции пути на станции Мули, инженер, старший инженер-мостообследователь службы пути Дальневосточной железной дороги.
В 1950—1984 гг. — инструктор, заместитель заведующего, заведующий отделом Хабаровского горкома КПСС, инструктор Хабаровского крайкома КПСС, первый секретарь Железнодорожного райкома КПСС города Хабаровска, первый секретарь Хабаровского горкома КПСС, заведующий отделом строительства Хабаровского крайкома КПСС.
Делегат XXII съезда КПСС.
Лауреат премии Совета Министров СССР.
Умер в 2015 году в Хабаровске.

## Награды
- Орден Отечественной войны II степени (06.04.1985)
- Орден Трудового Красного Знамени
- Орден Красной Звезды (17.05.1945)
- Орден Знак Почёта (дважды)